# Conuloidea
De Conuloidea zijn een superfamilie van uitgestorven zee-egels (Echinoidea) uit de orde Echinoneoida.

## Families
- Conulidae Lambert, 1911 †
- Galeritidae Gray, 1825 †
- Neoglobatoridae Endelman, 1980 †